# تپه آجربند
تپه آجربند مربوط به دوران پیش از تاریخ ایران باستان است و در استان قزوین، شهرستان قزوین، بخش مرکزی شهرستان قزوین، روستای آجربند واقع شده و این اثر در تاریخ ۱۸ اردیبهشت ۱۳۸۰ با شمارهٔ ثبت ۳۷۹۹ به‌عنوان یکی از آثار ملی ایران به ثبت رسیده است.